# Cleistanthus venosus
Cleistanthus venosus là một loài thực vật có hoa trong họ Diệp hạ châu. Loài này được C.B.Rob. mô tả khoa học đầu tiên năm 1908.